# Adil Çarçani
Adil Çarçani (* 5. Mai 1922 in Fushëbardha, Kreis Gjirokastra; † 13. Oktober 1997 in Tirana) war albanischer Regierungschef in der Endphase des Hoxha-Regimes.

## Leben
Çarçani wurde in dem Dorf Fushë-Bardhë in der Umgebung von Gjirokastra geboren und schloss sich während des Zweiten Weltkriegs den Partisanen an. Er war aktives Mitglied der Kommunistischen Partei.  
Von 1951 bis 1953 war er Industrieminister im Kabinett Hoxha IV. Ab 1958 war er Minister für Industrie, Bergbau und Geologie im Kabinett Shehu II, ab 1965 im Kabinett Shehu III, IV, V, VI und VII Stellvertretender Vorsitzender des Ministerrates. 1956 wurde er auf dem 3. Parteitag Kandidat des Politbüros, fünf Jahre später auf dem vierten Parteitag vollwertiges Mitglied. 
Am 18. Dezember 1981 übernahm er den Posten des Ministerpräsidenten nach dem angeblichen Selbstmord von Premier Mehmet Shehu. Im Gegensatz zu seinem Vorgänger fügte sich Çarçani der Tatsache, dass die Politik maßgeblich vom Parteichef Enver Hoxha und von seinem Nachfolger Ramiz Alia bestimmt wurden. 
Nach den Massenprotesten der Bevölkerung, die zum demokratischen Wandel des Landes führten, dankte er im Februar 1991 als Premier ab. Im neuen Parlament, in das er im selben Jahr gewählt worden war, hielt er die Eröffnungsrede. Ein Jahr später verabschiedete er sich aus dem politischen Leben des Landes. 1994 wurde er wegen Unterschlagung und Machtmissbrauch zu einer Gefängnisstrafe verurteilt. Aus Gesundheitsgründen wurde die Strafe in Hausarrest umgewandelt. Er verstarb unter Hausarrest in Tirana.